# Il ritorno del Monnezza
Il ritorno del Monnezza è un film, del 2005, diretto da Carlo Vanzina, scritto da Carlo Vanzina, Enrico Vanzina e Claudio Amendola, che l’ha anche interpretato.

## Trama
Rocky Giraldi, il figlio del mitico poliziotto degli anni settanta/ottanta Nico detto Er PIrata (a dispetto del titolo), è ispettore dei reparti operativi di Polizia. Proprio come l'avo, ha molti amici nel giro della piccola criminalità e soprattutto fra i figli d'arte degli stessi amici del padre. Un giorno, intervenendo per una chiamata di emergenza, assiste alla morte di uno di loro, ma da subito non crede trattarsi di una rapina degenerata in disgrazia bensì essere un omicidio. Inizia ad indagare sugli ultimi colpi della vittima e scopre il fortuito collegamento con un grosso traffico di stupefacenti; quando inizia ad avvicinarsi alla verità viene però incastrato per possesso di droga e arrestato. Con l'aiuto di Tramezzino, figlio maggiore di Venticello, riesce ad evadere e a riprendere le indagini da ricercato. Anche la collega Elisabetta Rocchetta, detta Betta, si unisce alle indagini finendo nei guai per complicità con il ricercato. Dopo tante difficoltà e una trasferta a Cortina d'Ampezzo, il trio formato da Giraldi, Betta e Tramezzino (quest'ultimo poi fermato dalle Forze dell'Ordine non avendo resistito alle tentazione di compiere un furtarello), riesce a far arrestare tutta la banda che gestiva il traffico di droga, tra cui figuravano finanzieri, politici e l'ispettore capo della Polizia.

## Genesi del film
La pellicola si ispira ad una serie di film appartenenti al genere poliziottesco interpretati negli anni settanta ed ottanta da Tomas Milian.
Con questi film Milian portò al successo due personaggi, ovvero Er Monnezza (un ladro che di tanto in tanto collabora con la Polizia per risolvere alcuni complicati casi) e Nico Giraldi, detto Er Pirata (un ispettore di Polizia dai modi molto spicci). Il successo di questi personaggi fu dovuto in parte anche al doppiaggio in romanesco di Ferruccio Amendola.
Il film è quindi un sequel della serie del commissario Giraldi, con il figlio di Ferruccio Amendola, Claudio Amendola, che veste i panni di Rocky Giraldi, figlio dell'ispettore Nico; inoltre è soprannominato Er Monnezza, in omaggio al personaggio omonimo.

Milian si è detto dispiaciuto di non essere stato contattato per un'apparizione, anche minore, che avrebbe fatto volentieri. In seguito ha accusato Claudio Amendola di aver rovinato il suo lavoro: 
(Tomas Milian)

## Colonna sonora
La colonna sonora del film è composta da Andrea Guerra. Nel film è presente, durante l’inseguimento di Rocky e Betta a Lamantia, la canzone del gruppo  musicale franco-statunitense Santa Esmeralda, Don't Let Me Be Misunderstood, interpretata da loro nel 1977.

## Riconoscimenti
- 2006 - Nastro d'argento
  - Candidatura Migliori costumi a Nicoletta Ercole[4]